# الكمادي (السياني)

تعديل مصدري - تعديل

الكمادي هي إحدى قرى عزلة الهادس بمديرية السياني التابعة لمحافظة إب، بلغ تعداد سكانها 166 نسمة حسب تعداد اليمن لعام 2004.